# Henryk Milcarz
Henryk Mieczysław Milcarz (ur. 21 lipca 1950 w Zagnańsku) – polski polityk, samorządowiec, ekonomista, poseł na Sejm V i VI kadencji.

## Życiorys
Ukończył studia ekonomiczne w Szkole Głównej Handlowej w Warszawie (1994). Do 1983 pracował w Zakładach Urządzeń Chemicznych i Armatury Przemysłowej „Chemar” w Kielcach, później do 1992 kierował Spółdzielnią Kółek Rolniczych w Samsonowie. Później zawodowo związany Wodociągami Kieleckimi, a w 2003 objął stanowisko prezesa tego przedsiębiorstwa.
Wstąpił do Sojuszu Lewicy Demokratycznej, który przekształcił się w 2021 w Nową Lewicę. Był m.in. przewodniczącym rady wojewódzkiej SLD. Od 1998 do 2005 przewodniczył radzie powiatu kieleckiego. Został prezesem zarządu Ochotniczej Straży Pożarnej w Zagnańsku, obejmował funkcje prezesa oraz członka zarządu klubu sportowego „Lubrzanka” w Kajetanowie.
25 września 2005 został po raz pierwszy wybrany na posła na Sejm V kadencji liczbą 5231 głosów z okręgu kieleckiego z listy SLD. W wyborach parlamentarnych w 2007 po raz drugi uzyskał mandat poselski, kandydując z listy koalicji Lewica i Demokraci i otrzymując 7960 głosów. W kwietniu 2008 zasiadł w KP Lewica, który we wrześniu 2010 przemianowany został na KP SLD. W 2011 nie uzyskał poselskiej reelekcji.
W 2014 i 2018 z listy koalicji SLD Lewica Razem wybierany na radnego sejmiku świętokrzyskiego V i VI kadencji. W 2015 ponownie bez powodzenia kandydował do Sejmu. 22 listopada 2018 został wybrany na wiceprzewodniczącego sejmiku świętokrzyskiego, funkcję tę pełnił do końca kadencji w 2024. W 2023 bezskutecznie ubiegał się o mandat senatora z ramienia NL. W marcu 2024 został wykluczony z tej partii po tym, jak znalazł się na liście Trzeciej Drogi (z rekomendacji Polski 2050) w kolejnych wyborach do sejmiku. Uzyskał wówczas mandat radnego sejmiku VII kadencji.

## Odznaczenia
W 2012 odznaczony Krzyżem Kawalerskim Orderu Odrodzenia Polski.

## Życie prywatne
Żonaty, ma dwoje dzieci.